# La bolsa maletín
La bolsa maletín (The Kit-Bag, 20 de diciembre de 1908) escrito por el autor Algernon Blackwood,quien se caracterizó por sus obras fantásticas y por su gran admiración hacia el ocultismo. Publicó unas diez antologías de cuentos y escribió algunas novelas. En este relato el autor nos plantea de una manera muy poco tradicional su afición con los espacios y las interrogantes hacia la ley y la justicia.

## Sinopsis
La narración comienza en un despacho jurídico, en el cual nuestro personaje principal es Johnson, el secretario privado de Arthur Willbraham, el notable abogado criminalista. Johnson está dando clausura a un caso, el cual consistía en la defensa de John Turk, el asesino que merecía la horca por sus asesinatos a sangre fría.
Cabe mencionar que Arthur y Johnson llevaban una relación muy estrecha e íntima. Johnson iba a emprender un viaje de Navidad hacia los Alpes, así que el abogado le deseó lo mejor y antes de emprender el regreso hacia su casa Johnson pidió un maletín a su amigo para poder empacar sus pertenencias, se despidieron y cada uno partió a su destino.
La gran trama comienza cuando nuestro personaje principal, al llegar a su destino empieza a pasar por una serie de sucesos inesperados, los cuales lo ponen en una situación de empezar a sentir lo que nunca había experimentado tanto física como mentalmente.
Al terminar la noche, todo acaba con una noticia que dejará anonadado a nuestro querido Johnson.